# Модзекане
Модзека̀не (на италиански: Mozzecane; на венециански: Mossecan, Мосекан) е градче и община в Северна Италия, провинция Верона, регион Венето. Разположено е на 47 m надморска височина. Населението на общината е 7506 души (към 2015 г.).